# 1836
1836 (MDCCCXXXVI) fue un año bisiesto comenzado en viernes según el calendario gregoriano.

## Acontecimientos

### Enero
- El HMS Beagle y Charles Darwin dejan Tasmania y continúan su viaje por el continente austral.[1]
- 1 de enero: 
  - La reina María II de Portugal se casa con el príncipe Ferdinand de Sajonia-Coburgo-Gotha.[2]
  - En Sudáfrica, la liberación de los esclavos en la colonia inglesa de El Cabo, lleva a 6000 bóeres a la gran migración (Great Trek) hacia el interior entre 09/1835 y 04/1837. Las dos primeras caravanas atravesaron el río Vaal en 01/1836. Asentamiento de bóeres en Natal (futura República de Natal), después de derrotar a los ndebele, un subclan del pueblo zulú, en la batalla de Vegkop el 16 de octubre. Fundación del Estado Libre de Orange.[3]
- 4 de enero: En Barcelona, 120 prisioneros carlistas son masacrados por la multitud, que consideraba que estaban siendo tratados con demasiada indulgencia.[4]
- 5 de enero: Davy Crockett llega a Texas, y el 8 de febrero a la misión de El Álamo en San Antonio.[5]
- 12 de enero: Charles Darwin llega a Sídney.[1]
- 13 de enero: En Argelia, toma de Tremecén por los franceses.[6]
- 16 y 17 de enero: Cerca de Guipúzcoa (País Vasco) —en el marco de la primera guerra carlista— se libra la batalla de Arlabán. El apoyo inglés y francés a las fuerzas isabelinas fue insuficiente, y los liberales tuvieron que retirarse.[7]
- 20 de enero: Tratado de Amistad, Comercio, Paz y Navegación entre Venezuela y EE. UU. (firmado en Caracas), gestado durante 1835.[8]

### Febrero
- 6 de febrero: Charles Darwin llega a Hobart Town.[1]
- 7 de febrero: Batalla de Socabaya entre las fuerzas del Ejército Restaurador del Perú de Felipe Santiago Salaverry, y las del Ejército Confederado del Presidente Andrés de Santa Cruz (presidente de Perú 1826-27, y de Bolivia 1829-39), con victoria de este último. Creación de facto de la Confederación Peruano-Boliviana (1836-39).[9]
- 8 de febrero: Se inaugura el primer tramo del London & Greenwich Railway, el primer ferrocarril concebido específicamente para pasajeros y el primero sobre-elevado.[10]
- 17 de febrero: Prusia, Austria y Rusia ocupan militarmente la república de la Ciudad Libre de Cracovia hasta 1841 como consecuencia de desórdenes sociales.[11]
- 19 de febrero: En España, el ministro Juan Álvarez Mendizábal decreta la venta de todos los bienes de las extintas órdenes religiosas, dentro del proceso desamortizador contra los bienes de la Iglesia, concretado en 1837.[12]
- 27 de febrero: en México, José Justo Corro se convierte en el décimo presidente de este país.[13]

### Marzo

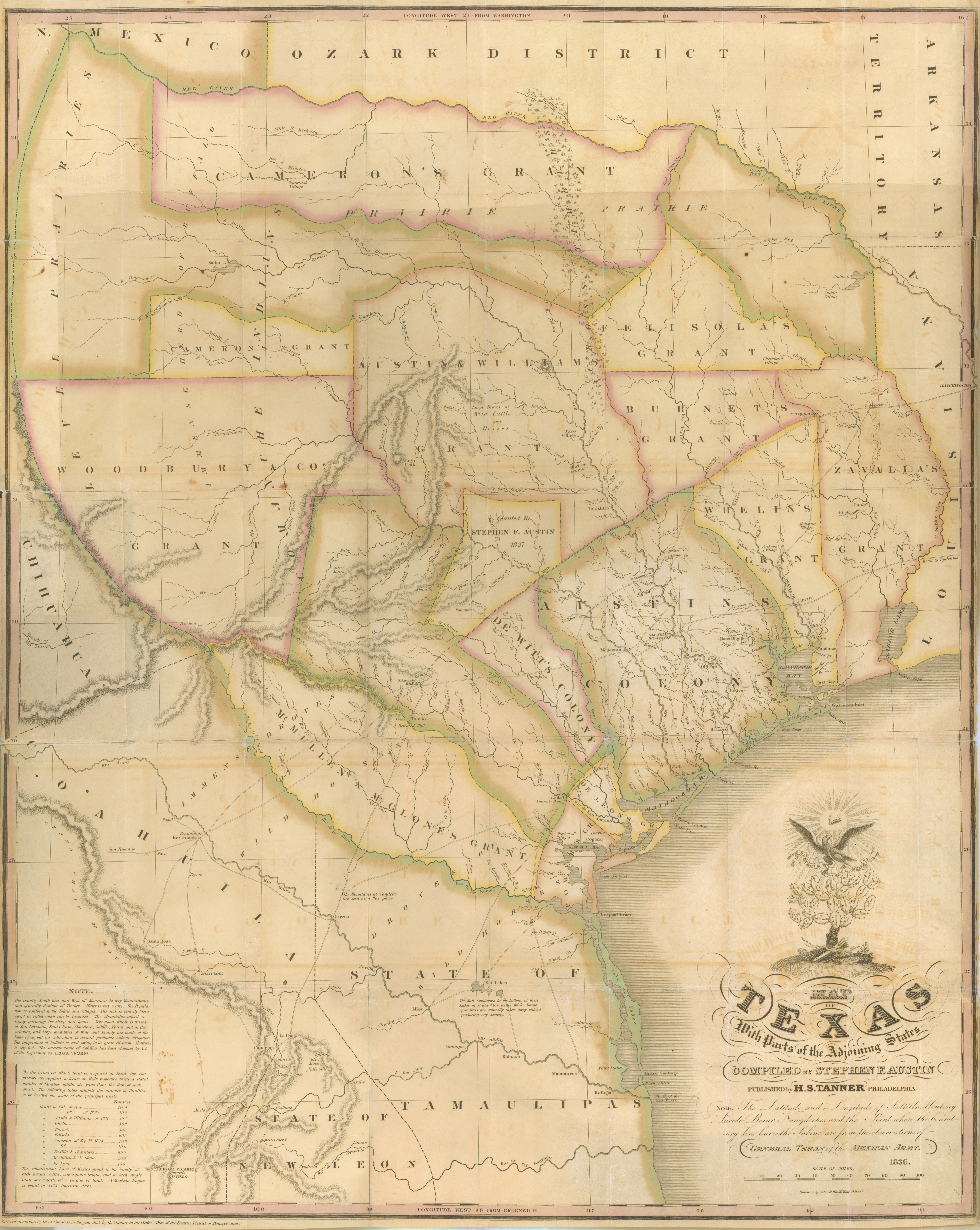
Mapa de Texas en 1836

- 2 de marzo: La República de Texas declara su independencia de México en la Declaración de Washington.[5][14]
- 6 de marzo: Después de un asedio de 13 días (desde el 23 de febrero) por 3000 soldados mexicanos, fin de la batalla de El Álamo. Los entre 182 y 257 voluntarios de Texas (el número depende de las fuentes) que defendían El Álamo son derrotados y el fuerte tomado. Todos los defensores murieron (salvo dos) y hubo 500 bajas del lado mexicano.[5][15]
- 11 de marzo: En el Imperio Otomano, el Sultán Mahmut II elimina el puesto de Administrador jefe de los asuntos exteriores, y crea en su lugar los ministerios otomanos de Asuntos Extranjeros y de Interior.
- 17 de marzo: 
  - La Asamblea de departamentos del sur de Perú, reunida en Sicuani, crea el Estado Sud-Peruano con el mariscal Andrés de Santa Cruz como Supremo Protector.[9]
  - Constitución para Texas, basada en la de Estados Unidos, permitiendo la esclavitud, pero prohibiendo el importar esclavos, salvo de Estados Unidos.[5]
- En Argelia, sometimiento de las tribus del río Cheliff por los franceses.[6]

### Abril
- 20 de abril: Establecimiento del territorio de Wisconsin por una ley del Congreso de Estados Unidos. La primera capital fue Belmont.[16]
- 21 de abril: Derrota mexicana del general Santa Anna en la batalla de San Jacinto (actual Houston) ante el general texano Sam Houston, en la Masacre de la Siesta (ataque texano durante la siesta de los mexicanos, matando a un tercio de sus fuerzas, y capturando a otro tercio). Texas se independiza de México hasta 1845 tras esta batalla, y establece relaciones diplomáticas con USA, Francia y Gran Bretaña.[5][17]
- 25 de abril: En Argelia, batalla del río Tafna, ganada por Abd al-Qadir contra los franceses.[18]

### Mayo
- 7 de mayo: El asentamiento de Mayagüez, en Puerto Rico, es elevado al estatus real de Villa por el gobierno de España.[19]
- 14 de mayo: Comienza la segunda guerra Creek en la frontera entre Alabama y Georgia, a lo largo del río Chattahoochee, con la masacre de Roanoke. Terminó en 1837 con la derrota Creek, que fueron deportados más allá del Misisipi, o huyeron a Florida.[20]
- 19 de mayo: En Groesbeck (Texas) tiene lugar la masacre de Fort Parker por los comanches, que matan a los adultos y raptan a cinco niños, entre ellos Cynthia Ann Parker de nueve años (1827-1870), que será la madre del líder nativo Quanah (1852-1911), el último jefe de los comanches. En 1860 fue liberada, pero tras diez años de intentos de fuga se dejó morir de inanición.[21]
- 20 de mayo: Reorganización de la policía (20 de mayo) y la justicia (20 de agosto) en Irlanda.[22]
- 27 de mayo: En Australia, Nueva gales del sur. Son asesinados varios indígenas por órdenes del mayor Thomas Mitchell en la Masacre de Mount Dispersion.
- 31 de mayo: El HMS Beagle, con Charles Darwin a bordo, atraca en la Bahía de Simons, en el Cabo de Buena Esperanza. El 1 de junio se desplaza a Ciudad de El Cabo[1]

### Junio
- 10 de junio: 
  - En la región sur de la bahía de San Francisco (California) a las 15:30 sucede un terremoto de 6,5 grados en la escala sismológica de Richter (MI según Bakun, 1999), en la falla Hayward. No se registran víctimas.[23]
  - Creación de la Asociación de Trabajadores de Londres (London Working Men’s Association) por Francis Place y William Lovett, para obtener la reforma electoral del Parlamento británico, y que formulan las reivindicaciones populares (sufragio universal y secreto, elecciones anuales, inmunidad parlamentaria,…), en la Carta del Pueblo (People’s Charter).[24][25]
- 15 de junio: Arkansas se convierte en el 25.º estado de la unión americana.[26]

### Julio
- 3 de julio: En Madagascar, partida de la primera embajada malgache a Europa desde Antananarivo, enviada por la reina Ranavalona I, visitando Londres y París en 1837, pero con escaso éxito.[27]
- 6 de julio: El general francés Thomas Robert Bugeaud derrota a las fuerzas de Abd al-Qadir cerca del río Sikkak en Argelia.[18]
- 20 de julio: Charles Darwin sube a la cima de Green Hill en la isla Ascensión.[1]
- 21 de julio: En Canadá, se inaugura el Champlain & St. Lawrence Railroad entre Saint-Jean-sur-Richelieu y La Prairie, Quebec, el primer ferrocarril de pasajeros en AdN.[28]
- 27 de julio: Llegada de colonos británicos en el barco Duke of York a Kingscote, comenzando la fundación de la ciudad de Adelaida en Australia del Sur.[29]
- 29 de julio: En Francia se inaugura el Arco del Triunfo de París.[30]

### Agosto
- 10 de agosto: Se crea el Partido Nacional (blanco) en Uruguay
- 11 de agosto: La Asamblea de departamentos del norte de Perú, reunida en Huaura, crea el Estado Nor-Peruano con el mariscal Andrés de Santa Cruz como Supremo Protector.[9]
- 12 de agosto: En Segovia ―en el marco de las revueltas populares en toda España― sucede el Motín de la Granja de San Ildefonso o Motín de los Sargentos de la Granja. Es un golpe de Estado liberal que obliga a la reina regente María Cristina de Borbón a restablecer la Constitución de 1812 liberal y nombrar un ministerio radical.[31]
- 13 de agosto: En el Reino Unido se aprueba la Ley para la Conmutación de los Diezmos en Inglaterra y Gales (Tithe Act),[32] que toma en cuenta las reivindicaciones de los católicos hostiles a la percepción del diezmo destinado al mantenimiento del clero anglicano. Los Comunes decretan una amnistía fiscal, una reducción de la tasa del diezmo y su conversión en renta de las tierras.
- 17 de agosto: Publicación en Gran Bretaña de la Ley de Casamiento, The Marriage Act, que permitía los casamientos civiles y establecía un Registro de nacimientos, casamientos y muertes.[33]
- 30 de agosto: Fundación de la ciudad de Houston, Texas.[34]
- 31 de agosto: El HMS Beagle, con Charles Darwin a bordo, atraca en la Playa de Postage, en el isla de Cabo Verde, en su vuelta a Europa.[1]

### Septiembre
- 1 de septiembre: Comienzo de la reconstrucción de la Sinagoga Hurva del Rabí Judah Hasid en Jerusalén, hasta 1864.[35]
- 5 de septiembre: Sam Houston es elegido primer presidente de la República de Texas.[5]
- 9 de septiembre: Rebelión militar y dictadura de Manuel da Silva Passos hasta 1842. La reina María II de Portugal (1835-1853) jura la Constitución liberal de 1822 el 10 de septiembre.[36]
- 11 de septiembre: Proclamación de la República Riograndense o República Piratini en el sur de Brasil, solo reconocida por Uruguay, y que duró solamente hasta 1845.[37]
- 16 de septiembre: Tratado de paz entre Marruecos y EE. UU. firmado en Mequinez.[38]
- 19 de septiembre: En Uruguay, inestabilidad política deriva en la Batalla de carpintería, con victoria del ejército leal al gobierno (los blancos) sobre los rebeldes liberales colorados.[39]

### Octubre
- 2 de octubre: Darwin vuelve a Inglaterra después de haber zarpado de Sudamérica el 17 de agosto, y tras 5 años fuera, con datos biológicos que utilizará posteriormente para su teoría de la evolución.[1]
- 10 de octubre: En Mozambique, ataque de los Nguni de Nxaba a la provincia de Sofala haciendo estragos en los alrededores.[40]
- 25 de octubre: En Francia, erección del Obelisco de Luxor, ofrecido por Mehmet Alí, en la Plaza de la Concordia de París con ayuda de máquinas elevadoras y grandes cabestrantes, en medio de una gran celebración.[41]
- 28 de octubre: La Confederación Peruano-Boliviana es proclamada por decreto del mariscal Andrés de Santa Cruz, el cual convoca el Congreso de Tacna para 1837.[9]
- 30 de octubre: El príncipe Luis Napoleón Bonaparte intenta dos golpes de estado contra el rey Luis Felipe I de Francia en Estrasburgo (1836) y Boulogne-sur-Mer (1840). Condenado a cadena perpetua, huye a Inglaterra (1846).[42]
- Octubre: Disturbios contra el reclutamiento forzoso en masa en el Líbano. Ruptura entre los administradores egipcios y libaneses. Las comunidades de alauitas, drusos y maronitas se rebelan durante cinco meses. Los egipcios, acogidos inicialmente como liberadores, son ahora rechazados por la población. Los impuestos son muy altos sobre la producción agrícola y sobre todo, sobre la seda.[43]

### Noviembre
- 23 de noviembre: Durante la primera guerra carlista, derrota de los carlistas frente a las tropas de Isabel II de España, comandadas por Ramón María Narváez, en la batalla del Majaceite, río cerca de Arcos de la Frontera.[44]
- 24 de noviembre: En Argelia fracasa la expedición francesa contra Constantina (8 al 24 de noviembre).[18]
- 26 de noviembre: Ante el acercamiento ruso-persa, los británicos envían una misión comercial desde Bombay a Afganistán (que no llegará hasta septiembre de 1837), dirigida por Alexander Burnes, para intentar que Dost Mohammed Khan rompa con los agentes rusos. Prolegómenos de El Gran Juego.[45]

### Diciembre

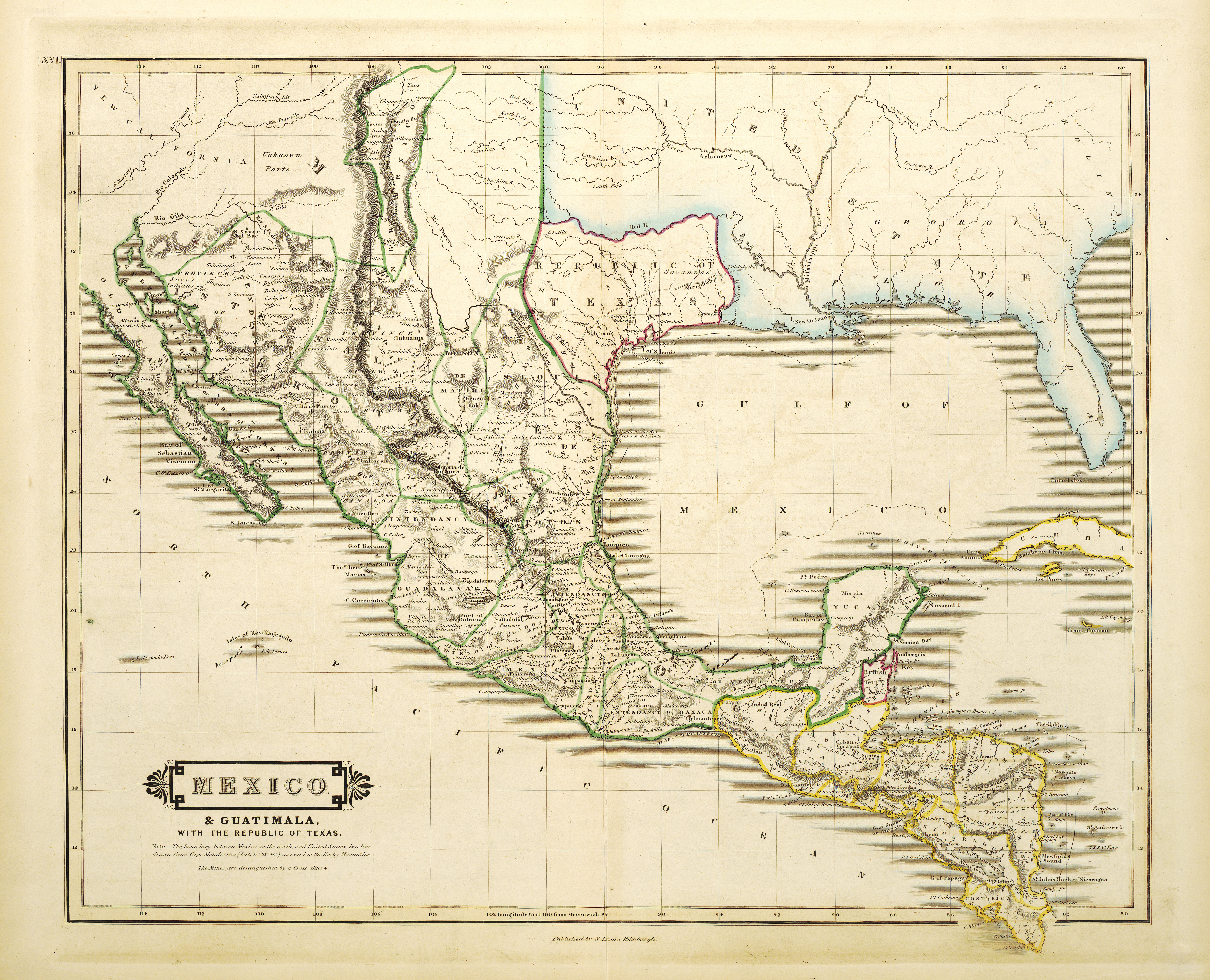
Mapa de México en 1836

- 7 de diciembre: Elecciones presidenciales de Estados Unidos de 1836. El demócrata Martin Van Buren gana las elecciones frente al opositor del Partido Whig. Van Buren accede a la presidencia gracias a una victoria de 150 votos electorales frente a los 144 que consigue reunir el Partido Whig.[46]
- 10 de diciembre: Decreto promovido por el primer ministro Sá da Bandeira para la abolición de la trata de esclavos en las posesiones portuguesas, aunque sin aplicación práctica por el momento (Angola, Mozambique, Brasil,...).[47]
- 24 de diciembre: A orillas del río Nervión desde Portugalete a Bilbao ―en el marco de la primera guerra carlista― se libra la batalla de Luchana (aunque continuos combates se libraban desde el 1 de diciembre). Las tropas isabelinas arrollan a las carlistas que asediaban la ciudad de Bilbao desde el 25 de octubre.[7]
- 28 de diciembre: 
  - Proclamación por el gobernador británico Hindmarsh de la colonia de Australia del Sur, y de la fundación oficial de la ciudad de Adelaida como capital, en el lugar escogido por el coronel William Light.[48]
  - Chile se siente amenazado, y el Consejo de Estado declara la guerra contra la Confederación Perú-Boliviana, a la que derrotó en 1839 (batalla de Yungay).[49]
  - La independencia de México es reconocida por España mediante el Tratado "Santa María-Calatrava".[50]
- 30 de diciembre: 
  - En Rusia, incendio en el Teatro Lehman de San Petersburgo durante la actuación de un circo, en la que mueren 800 personas.[51]
  - Promulgación en México de las Siete Leyes Constitucionales que instituyeron un régimen centralista.[52]

### Sin fecha
- Creciente descontento en India por la implantación del sistema de enseñanza inglés, que dejan marginadas la cultura y las lenguas indias.[25]
- Aplicación de la Ley de Aduana de 1835 promulgada el 18 de diciembre de 1835 durante la dictadura de Juan Manuel de Rosas como Gobernador de Buenos Aires (1829-32 y 1835-52). Esta Ley restringía el libre comercio y estableció un sistema proteccionista de la economía de la Confederación Argentina.[53]

## Arte y literatura
- 31 de marzo: El escritor inglés Charles Dickens comienza a publicar mensualmente su primer éxito, Las aventuras de Mr. Pickwick.[54]
- 19 de abril: Primera representación de El inspector de Nikolái Gógol.[55]
- 22 de mayo: Premier del oratorio San Pablo de Mendelssohn en Dusseldorf.[56]
- Comienzo de la escritura de Woyzeck de Georg Büchner entre junio y septiembre.
- En junio, inauguración de un Instituto de Lenguas Extranjeras en El Cairo.[57] Por otra parte, desarrollo de la enseñanza superior por Mehmet Ali, para preparar un cuerpo de funcionarios nacional.
- 30 de julio: Se publica el primer periódico en inglés en Hawái.[58]
- 28 de noviembre: Fundación de la Universidad de Londres.[59]
- Fundación de la Universidad Complutense de Madrid (noviembre de 1836) por Real Orden del 29-10-1836, reabierta después de haber sido creada en 1822 y cerrada en 1823 por la vuelta del absolutismo al poder.[60]
- Publicación de El lirio en el valle y La misa del ateo de Honoré de Balzac.[61]
- El arquitecto inglés Charles Barry concibe el nuevo Palacio de Westminster en estilo neo-gótico.[62]

## Ciencia y tecnología
- 25 de febrero: El inventor americano Samuel Colt recibe en EE. UU. la patente por su revólver que permite disparar varias veces sin tener que recargar (patente en Inglaterra en 1835), y comienza la producción á partir de abril (Colt calibre 34).[63]
- 15 de mayo: Francis Baily observa durante un eclipse de Sol un fenómeno al que se llamará “perlas de Baily”, una serie de puntos luminosos con apariencia de diamantes que aparecen en el perímetro de la silueta de la Luna, durante el eclipse de sol.[64]
- 13 de octubre: En Alemania, inauguración del primer Instituto de Diaconisas/Enfermería en Kaiserswerth,[65] por el pastor protestante alemán Theodor Fliedner, una de cuyas alumnas será Florence Nightingale.
- 24 de octubre: Alonzo D. Phillips patenta la cerilla en EE. UU.[66]
- Shearjashub Spooner Odontólogo desarrolla la técnica de desvitalización pulpar a base de trióxido de arsénico en la pulpa dental humana.[67]

## Nacimientos

### Enero
- 3 de enero: Sakamoto Ryoma, revolucionario japonés (f. 1867).
- 8 de enero: Lawrence Alma-Tadema, pintor neerlandés neoclasicista, formado en Bélgica y que vivió en Gran Bretaña (f. 1912).
- 14 de enero: Henri Fantin-Latour, pintor francés (f. 1904).
- 16 de enero: Francisco II, rey de las Dos Sicilias (f. 1894).
- 27 de enero: Leopold von Sacher-Masoch, escritor austriaco que inspiró el nombre de masoquismo (f. 1895).

### Febrero
- 7 de febrero: José Tapiró y Baró, pintor español orientalista (f. 1913).
- 17 de febrero: Gustavo Adolfo Bécquer, escritor español (f. 1870).
- 18 de febrero: Ramakrishna Paramahamsa, líder religioso bengalí (f. 1886).
- 21 de febrero: Léo Delibes, compositor francés (f. 1891).

### Marzo
- 12 de marzo: Isabella Beeton, famosa por sus libros acerca de la cocina británica (f. 1865).
- 14 de marzo: Jules Joseph Lefebvre, pintor academicista francés (f. 1911).
- 20 de marzo: Edward Poynter, pintor inglés figurativo (f. 1919).
- 21 de marzo: Jesús de Monasterio, violinista y compositor español clasicista (f. 1903).

### Abril
- 18 de abril: Eleuterio Ramírez Molina, militar chileno (f. 1879).
- 19 de abril: Ferdinand Cheval, cartero francés, que construyó un Palacio Ideal en 33 años de su vida (f. 1924).

### Mayo
- 6 de mayo: Josip Stritar, escritor esloveno (f. 1923).
- 17 de mayo: Wilhelm Steinitz, ajedrecista austriaco, primer campeón mundial en 1886 (f. 1900).
- 27 de mayo: Jay Gould, promotor ferroviario estadounidense y especulador financiero (f. 1892).
- 31 de mayo: Jules Chéret, pintor y litógrafo francés, maestro del arte del cartel (f. 1932).

### Junio
- 9 de junio: Guillaume Vogels, pintor belga (f. 1896).
- 9 de junio: Elizabeth Garrett Anderson, primera mujer en licenciarse como médico en Gran Bretaña en 1865 (f. 1917).
- 16 de junio: Wesley Merritt, general americano, primer gobernador militar de Filipinas tras la toma de Manila (f. 1910).

### Julio
- 8 de julio: Joseph Chamberlain, influyente empresario y político inglés, defensor del imperialismo (f. 1914).
- 11 de julio: Antônio Carlos Gomes, músico brasileño, el primer compositor del Nuevo Mundo aceptado en Europa (f. 1896).
- 24 de julio: Ivan Bloch, banquero polaco y financista ferroviario, estudioso de las guerras modernas (f. 1902).
- 26 de julio: Adriano Cecioni, escultor, caricaturista y pintor italiano (f. 1886).

### Agosto
- 21 de agosto: Joaquina Cabrera, mujer guatemalteca, madre del dictador Manuel Estrada Cabrera (f. 1910).
- 23 de agosto: María Enriqueta de Austria, reina consorte de los belgas con Leopoldo II (f. 1902).
- 25 de agosto: Bret Harte, escritor estadounidense, poeta y cronista de la vida de los pioneros en California (f. 1902).

### Septiembre
- 5 de septiembre: Justiniano Borgoño, 37.º primer ministro de Perú (f. 1921).
- 7 de septiembre: Henry Campbell-Bannerman, primer ministro del Reino Unido de 1905 a 1908 (f. 1908).
- 30 de septiembre: Remigio Morales Bermúdez, político peruano, 56.º Presidente de Perú de 1890 a 1894 (f. 1894).

### Octubre
- 4 de octubre: Piet Cronje, general del ejército bóer en Sudáfrica (f. 1911).
- 5 de octubre: Enomoto Takeaki, samurái, almirante naval japonés (f. 1911).
- 6 de octubre: Heinrich Wilhelm Gottfried von Waldeyer-Hartz, analista y patólogo alemán, fundador de la teoría de la neurona (f. 1921).
- 15 de octubre: James Tissot, pintor y grabador francés (f. 1902).
- 27 de octubre: Thomas Gwyn Elger, selenógrafo inglés, famoso por su mapa de la Luna (f. 1897).

### Noviembre
- 3 de noviembre: Elena Arellano Chamorro, educadora pionera nicaragüense (f. 1911).
- 4 de noviembre: Eduardo Rosales, pintor purista español (f. 1873).
- 11 de noviembre: Andrés Avelino Cáceres, militar, político y presidente peruano (f. 1923).
- 11 de noviembre: Thomas Bailey Aldrich, editor, escritor de cuentos y poeta estadounidense (f. 1907).
- 18 de noviembre: W. S. Gilbert, libretista y dramaturgo inglés (f. 1911).
- 18 de noviembre: Máximo Gómez, militar y general en jefe de las tropas revolucionarias cubanas en la guerra de 1895 (f. 1905).
- 28 de noviembre: Amelia Denis de Icaza, poeta romántica panameña (f. 1911).

### Diciembre
- 13 de diciembre: Franz von Lenbach, pintor alemán, especializado en retratos realistas (f. 1904).
- 18 de diciembre: Sumiyoshi Kawamura, almirante en la Naval Imperial Japonesa (f. 1904).

## Fallecimientos

### Enero
- 21 de enero: André Étienne Justin Pascal Joseph François d'Audebert de Férussac, naturalista y militar francés (n. 1786).
- 30 de enero: Betsy Ross, diseñadora de la primera bandera americana, con trece bandas blancas y rojas, y trece estrellas blancas, que representan las Trece Colonias (n. 1752).

### Febrero
- 10 de febrero: Marie-Anne Pierrette Paulze, conocida como Marie Lavoisier, madre de la química moderna (n. 1758).
- 21 de febrero: William Van Mildert, último Obispo palatino de Durham, y uno de los fundadores de la Universidad de Durham (n. 1765).

### Marzo
- 1 de marzo: Miguel Barragán, presidente de México (n. 1789).[14]
- 6 de marzo: En El Álamo (Texas), James Bowie, revolucionario tejano (n. 1796), Davy Crockett, soldado y congresista americano (n. 1786), William Barret Travis, revolucionario tejano (n. 1809).
- 9 de marzo: Antoine Destutt de Tracy, aristócrata, político, soldado y filósofo francés de la Ilustración, que acuñó el término ideología (n. 1754).
- 27 de marzo: James Fannin, militar estadounidense, fusilado durante la guerra de independencia de Texas (n. 1804).

### Abril
- 7 de abril: William Godwin, político y escritor británico, precursor del pensamiento anarquista (n. 1756).

### Mayo
- 7 de mayo: Norbert Burgmüller, compositor alemán (n. 1810).
- 23 de mayo: Edward Livingston, prominente jurista y estadista estadounidense, y Secretario de Estado de 1831 a 1833 (n. 1764).

### Junio
- 10 de junio: André-Marie Ampère, matemático, químico y filósofo francés (n. 1775).
- 20 de junio: Emmanuel-Joseph Sieyès, político, eclesiástico, ensayista y teórico constitucionalista francés (n. 1748).
- 23 de junio: James Mill, historiador, economista, politólogo y filósofo escocés (n. 1773).
- 26 de junio: Claude Joseph Rouget de Lisle, militar y compositor francés, autor de La Marsellesa, himno nacional francés (n. 1760).
- 28 de junio: James Madison, político estadounidense, 4.º presidente de EE. UU. (n. 1751).

### Julio
- 19 de julio: Jean-Louis Lefebvre de Cheverus, cardenal francés y teólogo católico, obispo de Boston y arzobispo de Burdeos (n. 1768).[68]

### Agosto
- 21 de agosto: Claude-Louis Navier, ingeniero y físico francés (n. 1785).

### Septiembre
- 3 de septiembre: Daniel Mendoza, boxeador británico (n. 1764).
- 5 de septiembre: Ferdinand Raimund, actor y dramaturgo austriaco (n. 1790).
- 12 de septiembre: Christian Dietrich Grabbe, autor teatral alemán (n. 1801).
- 14 de septiembre: Aaron Burr, político y militar, tercer vicepresidente estadounidense (n. 1756).
- 17 de septiembre: Antoine Laurent de Jussieu, médico y botánico francés (n. 1748).
- 23 de septiembre: Andrey Razumovsky, conde y diplomático ruso (n. 1752).
- 23 de septiembre: María Malibrán, conocida cantante de ópera francesa, de origen español (n. 1808).

### Octubre
- 17 de octubre: Orest Kiprenski, pintor ruso (n. 1782).

### Noviembre
- 5 de noviembre: Karel Hynek Mácha, narrador y poeta checo del Romanticismo (n. 1810).
- 6 de noviembre: Carlos X, rey francés de 1824 a 1830 (n. 1757).
- 10 de noviembre: William Frederick Wells, acuarelista y grabador británico (n. 1762).
- 16 de noviembre: Christiaan Hendrik Persoon, botánico y micólogo sudafricano, francés de adopción, padre de la micología sistemática (n. 1761).
- 26 de noviembre: John Loudon McAdam, ingeniero escocés, experto en carreteras, que inventó el macadán (n. 1756).
- Tenskwatawa, líder indio Shawnee estadounidense, conocido como El Profeta (n. 1775).[69]

### Diciembre
- 4 de diciembre: Richard Westall, acuarelista, grabador y pintor inglés (n. 1765).
- 7 de diciembre: Roberto Prádez y Gautier, pintor español (n. 1772).
- 14 de diciembre: Francisco Espoz y Mina, militar español (n. 1781).
- 27 de diciembre: Stephen F. Austin, empresario estadounidense conocido como el Padre de Texas (n. 1793).
- 29 de diciembre: Johann Baptist Schenk, compositor y profesor austriaco (n. 1753).